# Корроди, Эжен
Эжен Корроди (фр. Eugen Corrodi; 2 июля 1922 — 7 сентября 1975) — швейцарский футбольный вратарь, выступал за команды «Грассхоппер» и «Лугано». В составе сборной Швейцарии сыграл 12 матчей — участник чемпионата мира 1950 года.

## Карьера
Корроди начинал футбольную карьеру в клубе «Грассхоппер», с которым в 1943 году выиграл национальный чемпионат и Кубок Швейцарии. В сезоне 1944/45 он вновь выиграл титул чемпиона Швейцарии, а годом позже свой второй кубок страны.
В 1946 году Эжен перешёл в клуб «Лугано». В сезоне 1948/49 он выиграл с командой чемпионат, а в 1952 году дошёл до финала кубка страны, в котором проиграли «Грассхопперу» со счётом 2:0.
В составе сборной Швейцарии Эжен дебютировал 21 сентября 1947 года в товарищеском матче против Нидерландов, пропустив шесть голов. Игра завершилась со счётом 6:2 в пользу нидерландцев. В июне 1950 года он отправился со сборной на чемпионат мира в Бразилию. На турнире Корроди был резервным игроком, поэтому не сыграл ни одного матча — его команда заняла только третье место и не смогла выйти в финальную часть чемпионата.
За четыре года в сборной он сыграл 12 матчей, пропустил 34 гола.

## Достижения
«Грассхоппер»
- Чемпион Швейцарии: 1942/43, 1944/45
- Обладатель Кубка Швейцарии: 1942/43, 1945/46

 «Лугано»
- Чемпион Швейцарии: 1948/49
- Финалист Кубка Швейцарии: 1951/52